# Shy'm
Shy'm, nome d'arte di Tamara Marthe (Trappes, 28 novembre 1985), è un'attrice e cantante francese di genere RnB e Pop.

## Biografia
Nata a Trappes nell'Île-de-France da madre originaria della Francia metropolitana e padre della Martinica (DOM), comincia sin da giovane a seguire la danza e la musica, grazie anche all'aiuto della sua famiglia che le consente di frequentare corsi di ballo nei quali si fa subito notare per la sua bravura meritandosi anche il soprannome di «Spice Tam». Nutre da sempre una passione per la musica antica e danza. Ascolta inoltre i Red Hot Chili Peppers e Beyoncé ed è cresciuta a suon di zouk e rhythm'n'blues.
Unitamente ai suoi studi, riesce anche a diplomarsi all'età di 17 anni cominciando ad avere i suoi primi successi grazie anche al suo maestro di danza, Olav Sibi, e ad Ahmed Meflah che promuovono il suo talento facendola conoscere a svariate case discografiche parigine, producendo loro stessi dei provini video per esaltare le potenzialità della loro nuova stella. È in questo periodo che K.Maro scopre le sue potenzialità e la ricontatterà pochi giorni dopo averla vista.
Da allora, Shy'm inizia a frequentare nei suoi studi di Montréal per un esperimento che si avvererà essere un successo. Infatti verrà registrato un duetto con lui, che sarà il singolo che ha lanciato il suo secondo album di K.Maro, Histoire de Luv.
Ritornerà in quegli studi per registrare il proprio album, dopo il primo single dalle sonorità Pop, Femme de couleur riscontrando un enorme successo.
Nel suo primo lavoro Mes Fantaisies (Le mie fantasie), uscito alla fine dell'ottobre del 2006 in Francia, Shy'm scopre il suo lato sentimentale cantando dell'amore, della multietnicità e dei suoi successi.
Nel mese di luglio 2008 è uscito il nuovo singolo La première fois (La prima volta), preludio del suo secondo album Reflets, uscito in Francia e nel resto dei paesi francofoni il 29 settembre 2008.
Il terzo album, Prendre l'air, viene pubblicato nel mese di giugno 2010. Al disco viene in seguito attribuito il doppio disco di platino.
Nel novembre 2011, ha preso parte all'iniziativa di Unicef Francia registrando, insieme ad altri 60 cantanti (fra cui Alizée), il brano Des ricochets, il cui ricavato di vendite viene devoluto in beneficenza per i bambini bisognosi del Corno d'Africa.
Ha vinto, assieme al ballerino Maxim Dereymez, la 3ª edizione francese di Ballando con le stelle con il 65% di voti.
Inizia il suo tour europeo allo Zenith di Parigi il 20 dicembre 2011, che terminerà il 14 aprile 2012. L'uscita dell'album Caméléon è avvenuta l'11 giugno 2012.
Nel 2020 esordisce come attrice nella serie televisiva Profiling.

## Significato del nome "Shy'm"
Il suo pseudonimo Shy'm proviene dalla parola inglese shy che significa timida, e da una seconda parte e cioè dalla lettera M che sta per la terza lettera del suo nome (oltre che la prima del suo cognome)... "Shy'm" è il nomignolo datole dai suoi colleghi all'inizio della sua carriera, quando affacciava i primi passi nel mondo della canzone e della danza. Esiste anche una canzone del suo primo album Appelle moi Shy'm (Chiamatemi Shy'm), in cui Tamara spiega i suoi primi passi ed il significato profondo di quel nome:
Shy'M, prend le temps qu'il faut,
Ne presses pas si ton rêve te parle c'est que t'as les mots
Depuis déjà toute jeune on me disait,
Si tu fais le saut, sois prudente ça peut faire mal Si tu tombes de haut
Penser à demain, suivre mon instinct,
Je me suis dit que ça valait peut-être la peine qu'on m'apelle...
Shy'M,
L'aveu sur les lettres de mon prénom,
Laisse-moi présenter mon son, ma vie, mes pensées, mes visions...»
Shy'm, prenditi il tempo che ti serve,
non spingere, non arrischiarti, se il tuo sogno ti parla è perché tu possiedi le parole
fin da piccola mi dicevano
se fai il salto, sii prudente potresti farti male se cadi da un punto alto
pensare al domani, seguire il mio istinto
mi son detta che valeva la pena farmi chiamare
SHY'M,
L'apostrofo sulle lettere del mio nome,
Lasciatemi presentare il mio essere, i miei pensieri, la mia visione della vita...»
(hy'm - "Appelle moi Shy'm")
In molte interviste, lei stessa spiega di essere timida, ma molto meno che nel passato quando la sola idea di salire su un palco la terrorizzava. Infatti oggi la sua passione per la musica le permette di superare la sua timidezza e lei oramai prova piacere a gettarsi nella folla.

## Discografia

### Album in studio
- 2006 – Mes fantaisies
- 2008 – Reflets
- 2010 – Prendre l'air
- 2012 – Caméléon
- 2014 – Solitaire
- 2017 – Héros
- 2019 – Agapé

### Raccolte
- 2012 – L'intégrale
- 2015 – À nos dix ans

### Singoli
- 2006 – Femme de couleur
- 2006 – Victoire
- 2007 – T'es parti
- 2007 – Oublie-moi
- 2007 – Rêves d'enfants
- 2008 – La première fois
- 2008 – Si tu savais
- 2009 – Step Back (feat. Odessa Thornhill)
- 2010 – Je sais
- 2010 – Je suis moi
- 2010 – Prendre l'air
- 2011 – Tourne
- 2011 – En apesanteur
- 2012 – Et alors!
- 2012 – On se fout de nous
- 2012 – Et si
- 2012 – White Christmas (feat. Michael Bublé)
- 2013 – Caméléon
- 2013 – Contrôle
- 2014 – La malice
- 2014 – L'effet de serre
- 2015 – On s'en va
- 2015 – Silhouette
- 2015 – Il faut vivre
- 2015 – Tandem
- 2017 – Mayday (feat. Kid Ink)
- 2017 – Si tu m'aimes encore
- 2018 – Madinina
- 2018 – La Go
- 2019 – Absolem (feat. Kemmler e Youssoupha)
- 2019 – Puerto Rico (feat. Vegedream)
- 2019 – Amiants (feat. Jok'Air)
- 2019 – Olé Olé (feat. Chilla e Kayna Samet)
- 2019 – Sourire (feat. L'Algérino)
- 2020 – Boy
- 2020 – Ensemble
- 2021 – Tadada tututu
- 2021 – Sunset pyromane
- 2022 – Elle danse encore

### Collaborazioni
- 2005 – Histoires de Luv (con K.Maro)
- 2019 – Nous deux (con Lorenzo)
- 2023 – Givré (con Vartang)